# Uniseum

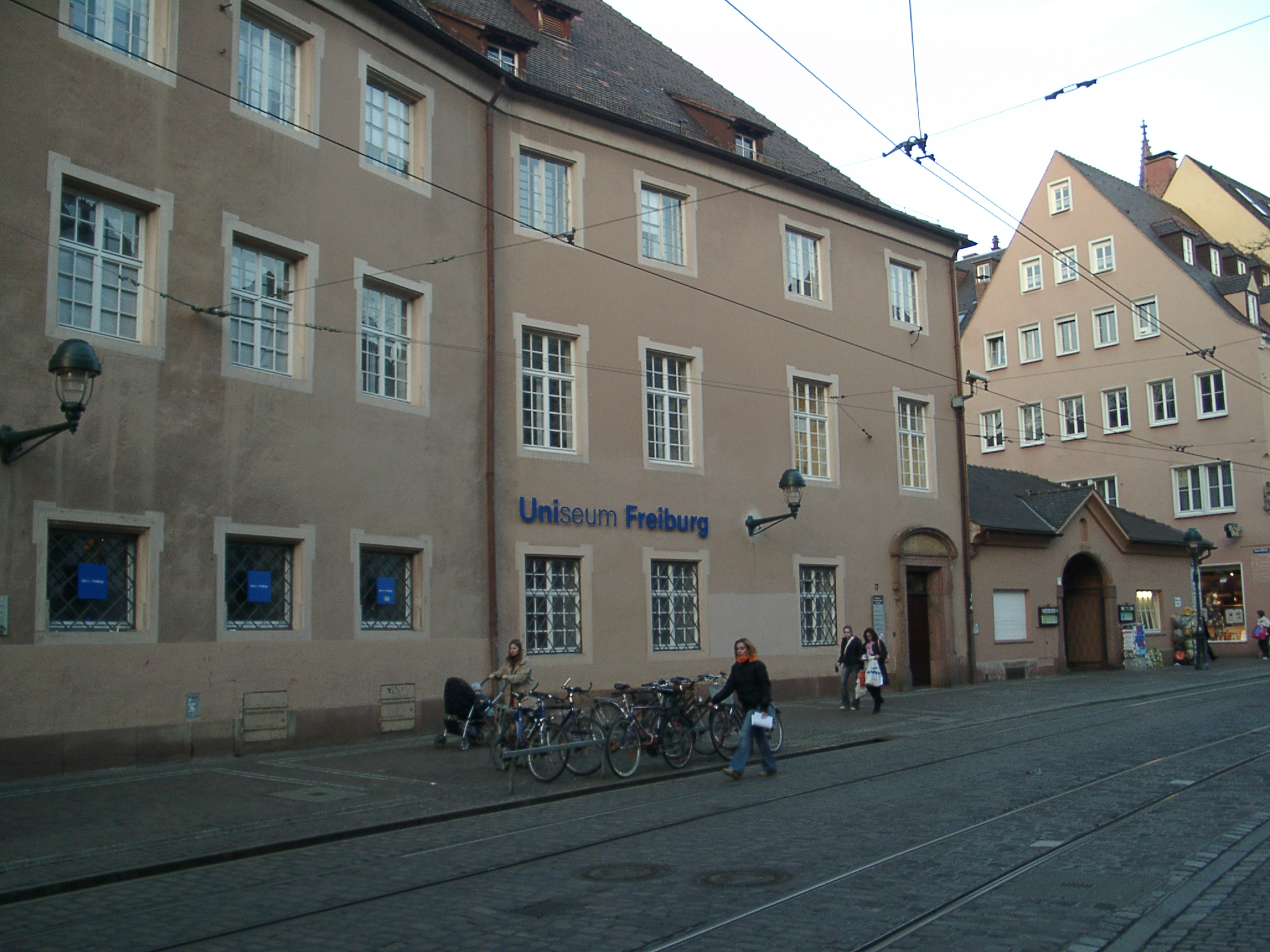
Gebäude in der Freiburger Altstadt

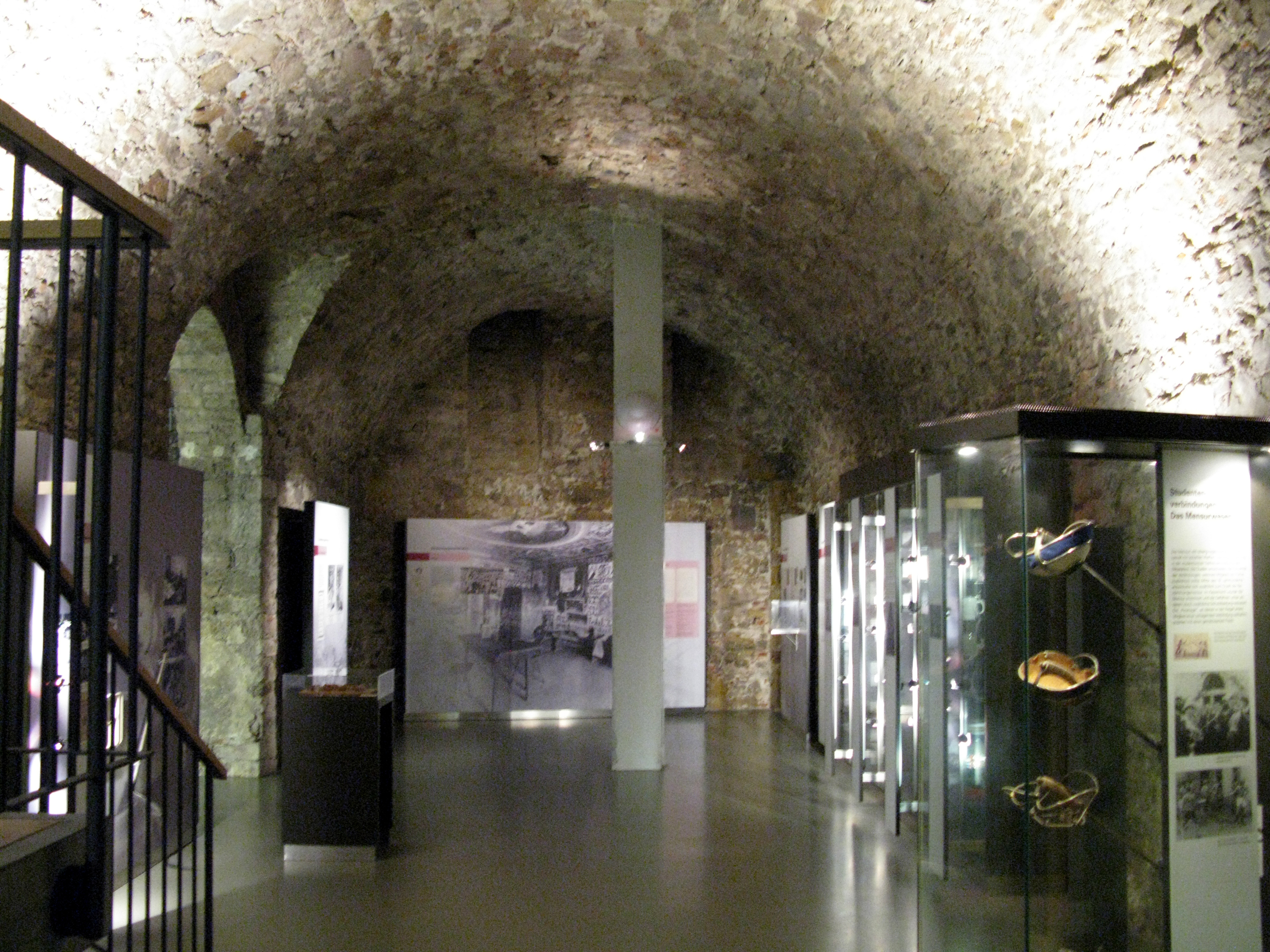
Tiefkeller im Uniseum

Das Uniseum ist das Universitätsmuseum der Albert-Ludwigs-Universität in Freiburg im Breisgau.
Es wurde im Juli 2004 eröffnet und dokumentiert die Universitätsgeschichte Freiburgs. Informationstafeln und zahlreiche Ausstellungsstücke geben in den thematisch geordneten Räumlichkeiten auf rund 1000 m² einen Überblick über die Entwicklung der Universität seit ihrer Gründung im Jahr 1457 bis zur Studentenbewegung der 1960er-Jahre.
Außerdem wurde einigen an der Universität besonders einflussreichen Fachrichtungen wie der Medizin, den angewandten Naturwissenschaften sowie den Geisteswissenschaften je eine eigene Abteilung gewidmet. Im Bereich Medizin werden u. a. berühmte Freiburger Mediziner und ihre Forschungsarbeiten vorgestellt, darunter der Anatom Alexander Hecker, der Gynäkologe Alfred Hegar, der Pathologe Karl Heinrich Baumgärtner und der Chirurg Ludwig Aschoff. Es gibt ein Kabinett des Staunens nach dem Vorbild der Wunderkammern aus der Renaissance sowie eine kleine Moulagensammlung.
Das Ausstellungskonzept des Uniseums erarbeitete der Designer Kurt Ranger.
Das Uniseum befindet sich in der Altstadt im ehemaligen Jesuitenkolleg, in das 1557 die Freiburger Universität ihren Lehrbetrieb verlegte und das heute als Alte Universität bezeichnet wird. Die Kellergewölbe offenbaren auch einen Blick in die Geschichte dieses Baues und seiner Vorgängerbauten.
Der Begriff Uniseum, eine Wortschöpfung aus Universität und Museum, ist markenrechtlich geschützt.